# Teste di cuoio

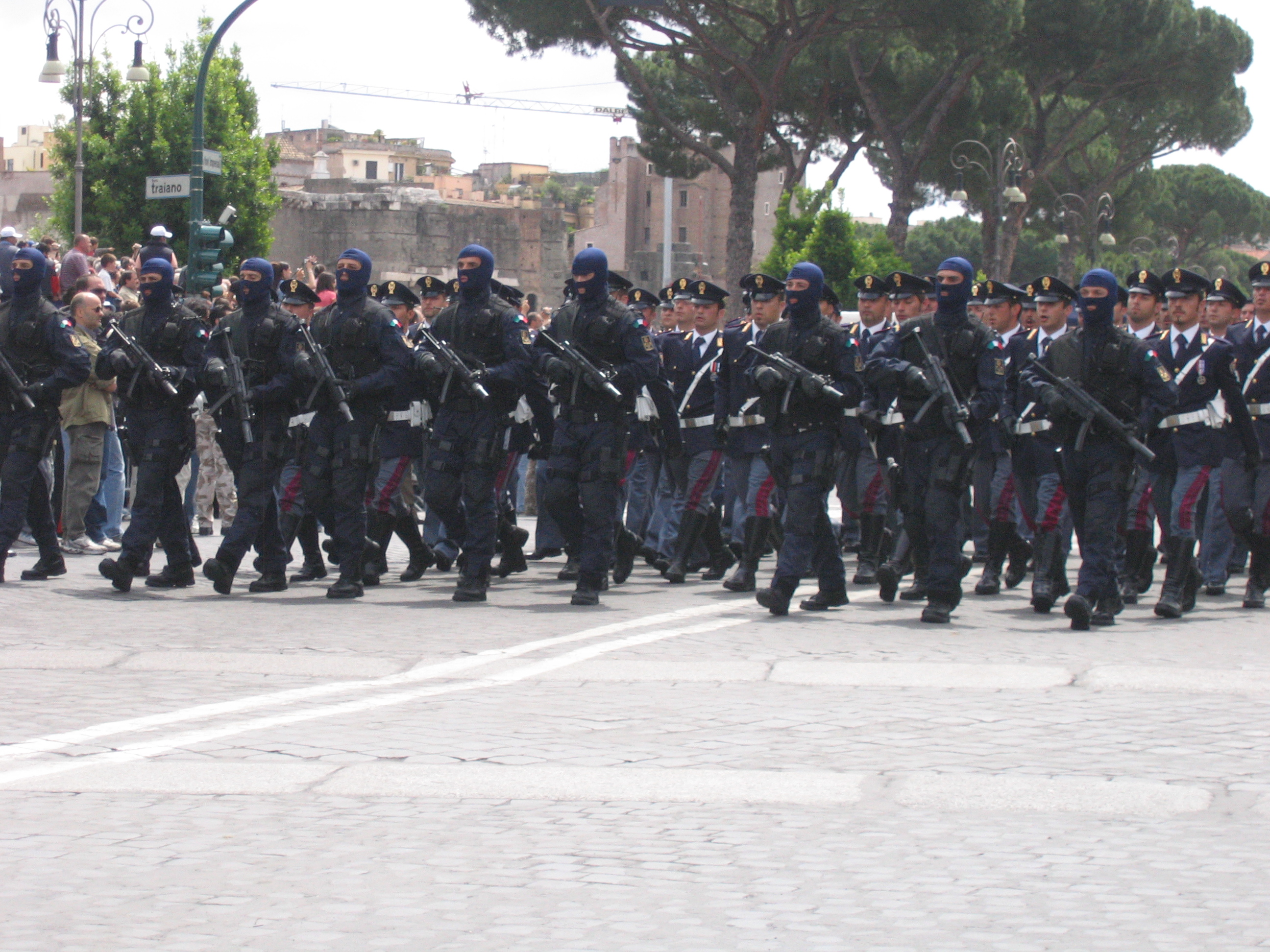
Unità italiane del Nucleo operativo centrale di sicurezza.

Teste di cuoio è una espressione informale che indica unità speciali d'intervento dei corpi di polizia o di gendarmeria impiegate in operazioni di sicurezza interna e/o antiterrorismo, ma che non dispongono di una preparazione specifica militare, invece tipica delle forze speciali.

## Storia

### La nascita dei primi corpi

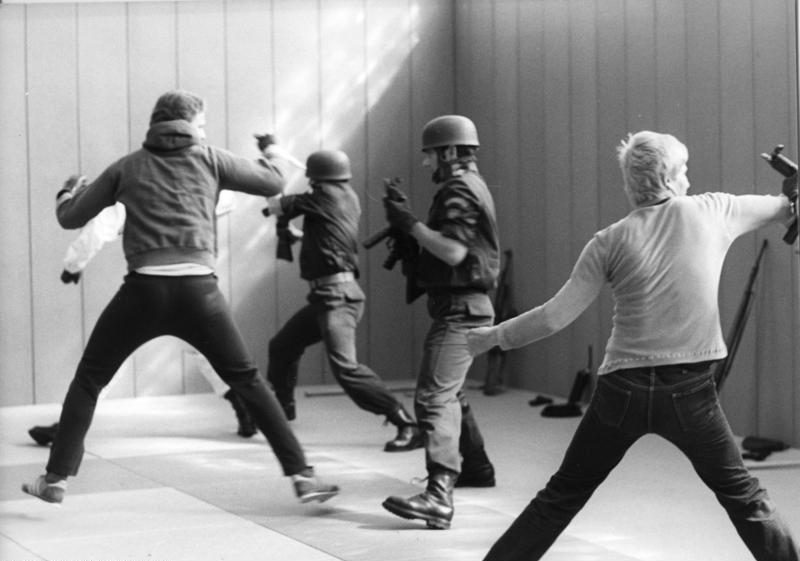
Addestramento di GSG-9 tedeschi nel 1978, prima unità di polizia antiterrorismo, creata nel 1973

Nel settembre 1972 un gruppo palestinese noto come Settembre Nero sequestra un gruppo di atleti israeliani che partecipano alle olimpiadi di Monaco. Undici di loro muoiono nell'attacco della polizia federale, che aveva utilizzato normali agenti con minime dotazioni di servizio: l'evento è noto come massacro di Monaco di Baviera. Le uniche unità che avessero esperienza di antiterrorismo erano gli israeliani del Sayeret Matkal, ma non fu permesso loro l'intervento in territorio tedesco.
L'esito disastroso dell'operazione spingerà la Germania nel 1973 a istituire il GSG-9 e molti altri paesi a dotarsi di unità tattiche di polizia specializzate nell'antiterrorismo, a livello nazionale, poi comunemente chiamate "teste di cuoio".
L'espressione venne utilizzata a seguito dell'operazione Zauber Feuer, prima importante operazione condotta dallo GSG-9 della Polizia federale tedesca, il 17 ottobre 1977 a Mogadiscio, che ha liberato gli ostaggi a bordo di un Boeing 737 del volo Lufthansa LH181 dirottato mentre percorreva la tratta Francoforte-Palma di Maiorca. Gli specialisti della polizia tedesca che furono impiegati indossavano - come si può vedere nelle numerose fotografie dell'epoca - un singolare elmetto rivestito di pelle con lunghi paraorecchi protettivi anch'essi rivestiti di pelle, simile a quello dei piloti d'aereo.
Da allora, tutti i reparti speciali antiterrorismo vengono popolarmente accomunati con questo termine, anche se la pelle è stata sostituita da più tecnologici materiali, quali il kevlar.

### Le squadreSWAT

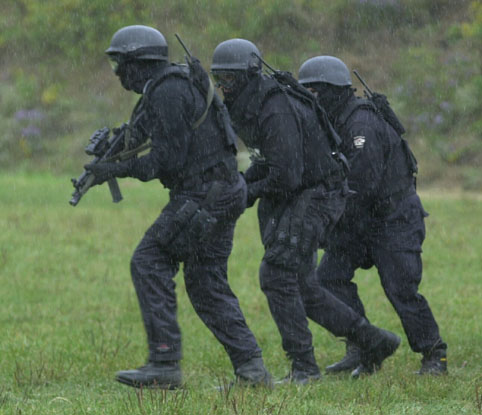
FBI SWAT

Tra le prime unità speciali di polizia dell'epoca contemporanea possiamo annoverare gli SWAT statunitensi, nate negli anni sessanta del XX secolo con alcune differenze, a livello locale, nell'addestramento e nel loro utilizzo (generalmente più frequente).
S.W.A.T è l'acronimo inglese per Special Weapons And Tactics (in origine era Special Weapons Assault Team), che indica le unità speciali nate negli anni sessanta presenti in molti dipartimenti di polizia locale statunitensi. Queste unità vengono impiegate in operazioni ad alto rischio, come arresti di importanti criminali, prevenzione di attacchi terroristici e scontri a fuoco con criminali.
Nella maggior parte dei casi, però, il salvataggio degli ostaggi dagli anni '80 è un compito affidato all'Hostage Rescue Team (HRT), la SWAT dell'FBI, in quanto il sequestro di persona negli Stati Uniti d'America è un reato federale, così come il terrorismo.

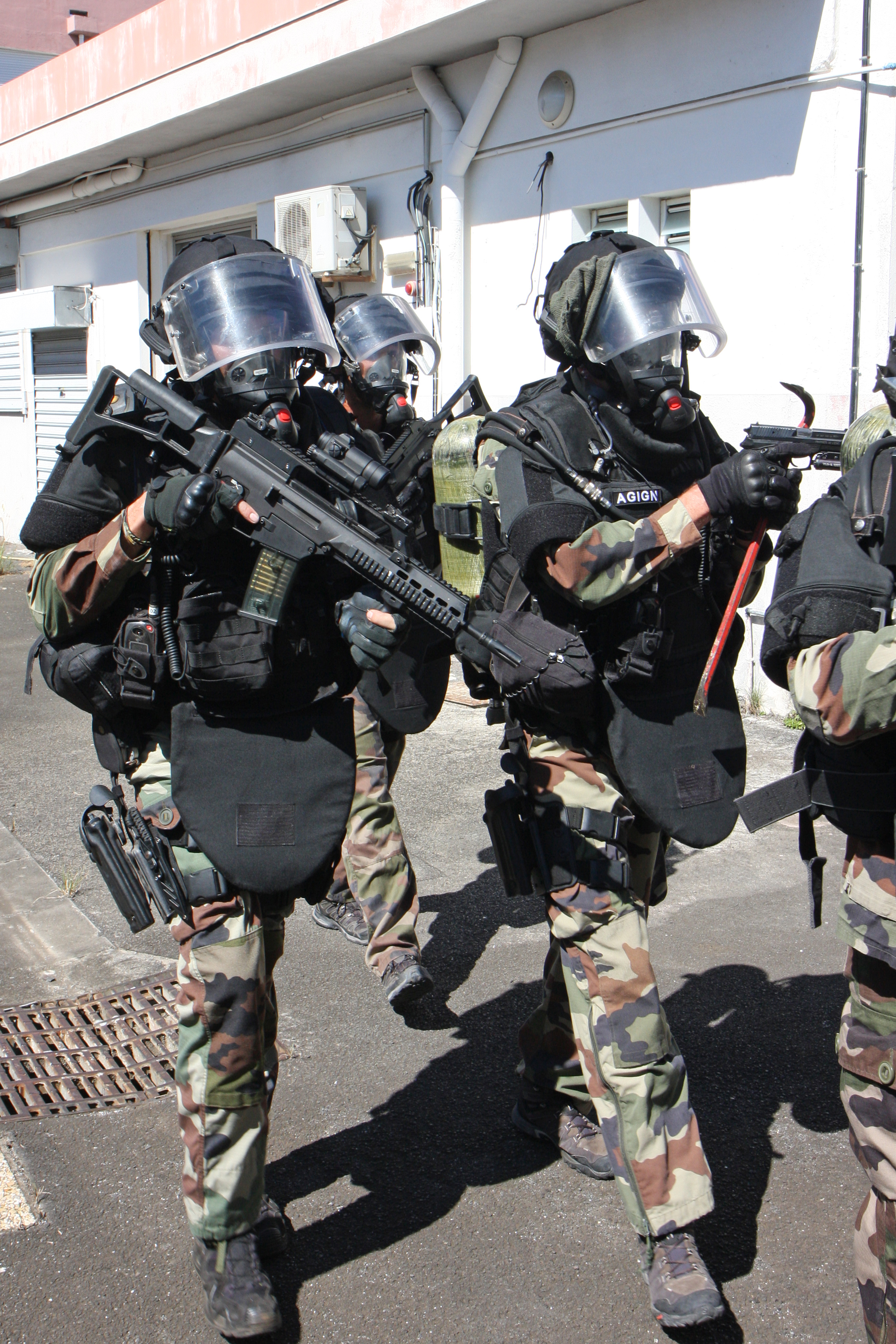
GIGN della gendarmeria francese

### Le unità antiterrorismo
Sull'esempio dei GSG-9 tedeschi, sono poi state create nel tempo unità speciali di pronto intervento in funzione antiterrorismo, da parte delle diverse forze di polizia. 
Nei Paesi con strutture di polizia "napoleonica", cioè dotate di corpi di polizia militarizzati (Italia, Francia, Spagna) sono state inoltre istituite unità speciali intermedie, impegnate sia in operazioni civili che militari, come le Unità di intervento speciale italiane (nate nel 1978) del GIS dei Carabinieri e dei NOCS della Polizia, i GIGN della gendarmeria francese, istituiti nel 1974, e la Unidad Especial de Intervención della Guardia Civil, tutti reparti apprezzati per la loro flessibilità.

## Caratteristiche
I principali compiti sono la liberazione di ostaggi e anche le operazioni antiterrorismo nazionale (a volte anche quello internazionale, ma sempre sul territorio del proprio paese). Solitamente dipendono dal ministero dell'interno, e non da quello della difesa come invece le forze speciali.
I membri di tali unità, dopo il normale addestramento di polizia, sono sottoposti a severissimi addestramenti, ad un'alta preparazione psicofisica, ad un'elevatissima abilità nell'uso di armi come fucili di precisione, pistole e mitra, e a una conoscenza approfondita delle arti marziali.

## Lista unità operative per Stato

### Albania
- Reparti i Neutralizimit të Elementit të Armatosur (RENEA)

### Argentina
- Policía Federal Argentina:
  - Grupo Especial de Operaciones Federales (Argentina) (GEOF)
  - Grupo Especial Uno (GE-1)
  - Cuerpo Guardia de Infantería
- Gendarmería Nacional Argentina:
  - Grupo Alacrán
  - Sección de Operaciones Especiales de Monte (SOEM)
  - Unidad Especial de Lucha contra el Narcotráfico (UELCON)
- Policía de la Provincia de Santa Fe:
  - Compañía de Tropas de Operaciones Especiales (TOE)
- Policía de la Provincia de Córdoba:
  - Escuadrón Táctico Especial Recomendado (ETER)
- Policía de la Provincia de Tucumán:
  - Grupo de Operación Táctica (GOT)
- Policía Bonaerense:
  - Brigada Especial Operativa Halcón (BEOH)
- Servicio Penitenciario Federal:
  - Grupo Especial de Operaciones Penitenciarias (GEOP)
  - Grupo Especial de Intervención (GEI)
  - Grupo de Acción Rápida (GAR)

### Belgio
- Unità speciali della polizia federale belga (ex SIE/ESI)

### Brasile
- Força Nacional de Segurança Publica
- Batalhão de Operações Policiais Especiais (BOPE)
- Grupo de Ações Táticas Especiais (PMESP)
- Grupo de Operações Especiais (São Paulo)[1]

### Repubblica Popolare Cinese
- Polizia della Repubblica Popolare Cinese:
  - Unità d'azione immediata
  - Unità Speciale
- Polizia di Hong Kong:
  - Special Duties Unit (SDU)
  - Airport Security Unit (ASU)

### Colombia
- Agrupación de Fuerzas Especiales Antiterroristas Urbanas (AFEUR)
- Grupos de Acción Unificada por la Libertad Personal (GAULA)
- Compañías Contra Guerrilleros Urbanos
- Centro de Información Anti-Extorsión y Secuestros (CIAES)
- Grupo Operacional Contra Extorsión y Secuestros (GOES)

### Corea del Sud
- Korean National Police SWAT (868 Unit)
- Korean Metropolis Defense Force

### Figi
- Police Tactical Response Unit

### Egitto
- Esercito Egiziano:
  - Black Cobra
  - Unit 777
  - Unit 333
  - Unit 999

### Francia
- Gendarmerie nationale:
  - Escadron Parachutiste d'Intervention de la Gendarmerie Nationale (EPIGN)
  - Groupe d'Intervention de la Gendarmerie Nationale (GIGN)
- Police nationale:
  - Groupe d'Intervention de la Police Nationale (G.I.P.N.)
  - Brigade de Recherche et d'Intervention (B.R.I.)
  - Recherche, assistance, intervention, dissuasion (R.A.I.D.)

### Germania
- Guardie di Frontiera
  - Grenzschutzgruppe 9 (GSG-9)
  - Spezialeinsatzkommando (SEK)
  - Zentrale Unterstützungseinheit Zoll (ZUZ)

### Giappone
- Polizia giapponese:
  - Squadra speciale d'assalto
  - Squadra investigazioni speciali

### Indonesia
- Detasemen Gegana Brigata Mobile (Comprende reparto SWAT ed Artificieri) Polri
- Detasemen Khusus 88 (88º Distaccamento speciale della Polizia Nazionale – con compiti di Antiterrorismo)

### Israele
- YAMAM

### Italia
- Unità interventi speciali (UnIS) del ministero dell'Interno
  - N.O.C.S. - Nucleo Operativo Centrale di Sicurezza (Polizia di Stato);
  - G.I.S. - Gruppo intervento speciale (Arma dei Carabinieri; dal 2004 anche Forze Speciali)
  - "Task Unit Antiterrorismo" (TUAT) del 1º Reggimento carabinieri paracadutisti "Tuscania" (dal 2015)
  - A.T.P.I. Anti-Terrorismo pronto Impiego GDF (dal 1983)
  - A.P.I. Aliquote di Primo Intervento; Arma dei Carabinieri (dal 2016)
  - S.O.S. Squadre operative di supporto; Arma dei Carabinieri (dal 2016)
  - U.O.P.I Unità Operativa Primo Intervento (Polizia di Stato).

### Norvegia
- Beredskapstroppen "Delta" Politidirektoratet

### Polonia
- GROM (Forze Speciali)

### Portogallo
- Guarda Nacional Republicana (Gendarmeria):
  - Companhia de Operações Especiais (COE)
- Policia de Segurança Publica (Polizia):
  - Grupo de Operações Especiais (GOE)

### Regno Unito
- National Criminal Intelligence Service,
- Serious Organised Crime Agency (SOCA)
- Diplomatic Protection Group
- Metropolitan Police:
- Counter Terrorist Specialist Firearms Officer (CTSFO)
- SCO19

### Romania
- Unitatea Speciala de Lupta Antiterorista (USLA)
- Serviciul Independent pentru Interventii si Actiuni Speciale (SIIAS)
  - Serviciul de Politie pentru Interventie Rapida (SPIR)
  - Detasamentul de Politie pentru Interventie Rapida (DPIR)
- Brigada Specială de Intervenţie a Jandarmeriei (BSIJ)
- Grupul Special de Protectie si Interventie (ACVILA)
- Detasament de Interventie

### Russia
- MVD
  - OSNAZ (Rus, Vitiaz)
  - ODON
  - OMON - Otryad Mobilnii Spetsial'nogo Naznacheniya
  - SOBR- Special'nyj Otrjad Bystrogo Reagirovanija
  - Kondor
- Služba Vnešnej Razvedki (SVR)
- Vnutrinnie Voi'ska (VV)
- Rosgvardia

### Serbia
- Polizia serba
  - Antiterrorismo Gendarmeria Serba
  - Protiv Teroristička Jedinica (Unità anti-terrorismo, PTJ)
  - Specijalna Antiteroristička Jedinica (Unità Speciale anti-terrorismo, SAJ)
  - Helikopterska jedinica (Unità degli elicotteri)

### Singapore
- Singapore Police Force
  - Special Operations Command
    - Police K-9 Unit
    - Police Task Force
    - Special Tactics and Rescue

  - Special Task Squadron

### Slovenia
- Specialna Enota Policije (SEP)

### Spagna
- Grupo Especial de Operaciones (GEO)
- Unidad Especial de Intervención della Guardia Civil
- Grup Especial d’Intervenció dei Mossos d’Esquadra in Catalogna
- Berrozi della Ertzaintza

### Stati Uniti d'America
- Polizie locali
  - SWAT - Special Weapons And Tactics
- FBI:
  -  Hostage Rescue Team
- United States Department of Homeland Security
  -  United States Secret Service

### Sudafrica
- South African Police Service Special Task Force (SAPS STF)

### Svizzera
- Le varie polizie cantonali dispongono di unità tattiche con compiti di primo intervento su scala nazionale. Alcune di queste unità sono note a livello nazionale, come le unità Skorpion (Canton Zurigo) Enzian (Canton Berna), Res-URA (Canton Ticino)
- La Polizia Federale svizzera mantiene un'unità chiamata Einsatzgruppe Tigris (Gruppo d'Intervento Tigris)
- DARD (Détachement d'Action Rapide et de Dissuasion), unità antiterrorismo in alcuni cantoni della Svizzera francese

### Taiwan
- Thunder Squad (unità antiterrorismo della polizia)

### Turchia
- Jandarma Özel Harekat
- Jandarma Özel Asayiş Komutanlığı

### Ucraina
- Berkut